# Ryan Mmaee
Ryan Kabir Mmaee A Nwambeben (arab. ‏ريان كبير ماي أ نومبب‎, ur. 1 listopada 1997 w Geraardsbergen) – marokański piłkarz belgijsko-kameruńskiego pochodzenia, występujący na pozycji obrońcy w klubie Stoke City oraz w reprezentacji Maroka.

## Życie prywatne
Mmaee urodził się w Belgii, jako trzeci syn Kameruńczyka i Marokanki, dlatego mógł reprezentować jedno z tychże państw. Ma starszego brata Jacky’ego i Samy’ego oraz młodszego Camila, którzy także są piłkarzami.

## Sukcesy

### Klubowe
Standard Liège
- Zdobywca Pucharu Belgii: 2015/16